# Anopheles cinereus
Anopheles cinereus este o specie de țânțari din genul Anopheles, descrisă de Theobald în anul 1901. Conform Catalogue of Life specia Anopheles cinereus nu are subspecii cunoscute.